# 875
875(팔백칠십오)는 874보다 크고 876보다 작은 자연수다.

## 수학
- 합성수로, 그 약수는 1, 5, 7, 25, 35, 125, 175, 875다. 진약수의 합은 373이므로, 875는 부족수다.
- {\displaystyle 875=15^{2}+17^{2}+19^{2}=5^{2}+15^{2}+25^{2}}
  - 연속하는 세 홀수(15, 17, 19)의 제곱합으로 나타낼 수 있는 수다. 이 성질을 지닌 앞의 수는 683, 다음 수는 1091이다.
  - 공차가 10인 세 자연수(5, 15, 25)의 제곱합으로 나타낼 수 있는 수다. 이 성질을 지닌 앞의 수는 788, 다음 수는 968이다.
- {\displaystyle 875=8^{2}+9^{2}+10^{2}+11^{2}+12^{2}+13^{2}+14^{2}}
  - 연속하는 자연수 7개의 제곱합으로 나타낼 수 있으며, 이 성질을 지닌 앞의 수는 728, 다음 수는 1036이다.
- {\displaystyle 875={\frac {7}{8}}\times 10^{3}}

## 과학
- 875 뉨페(영어판): 소행성.

## 군사
- LST-875(영어판): 제2차 세계 대전에 사용된 미국의 전차상륙함.
- U-875(영어판, 독일어판): 제2차 세계 대전에 사용된 나치 독일의 군용 잠수함.

## 문화유산
- 대한민국의 보물 제875호: 상교정본자비도량참법

## 기타
- 연도: 875년, 기원전 875년